# 매직TV
매직TV는 2002년부터 2007년 4월 3일까지 존재했던 대한민국의 마술 전문 텔레비전 채널이다.

## 채널 개요
2002년 마술 전문 방송으로 개국하였다. 그러던 중(구)KM의 송출을 위해 tvN CJ미디어(구)에서 운영)에서(구) KM에서 함께 운영하던 (구)매직TV를 인수 후(구)매직TV의 방송대본으로 송출을 재개하였다. 그와 함께 매직TV는 2007년 4월 4일, (구)매직TV가 폐국하면서 (구)KM이 재개국하였으며, tvN은 (구)매직TV 폐국 이후 CJ 미디어(구)에 인수하였다. 그러던 중, (구)KM은 tvN으로 변경해 다시 (구)KM은 재개국을 하였다가 2015년 GTV에 인수되어 지금의 (구) GMTV로 (현)GM 송출하고 매각 GTV 운영 있다.

## 같이 보기
- MBC 표준FM
- CBS 표준FM
- FEBC FM
- TBS eFM
- MBC TV
- SBS TV
- MBN
- 퀴니